# Paris–Roubaix 2014

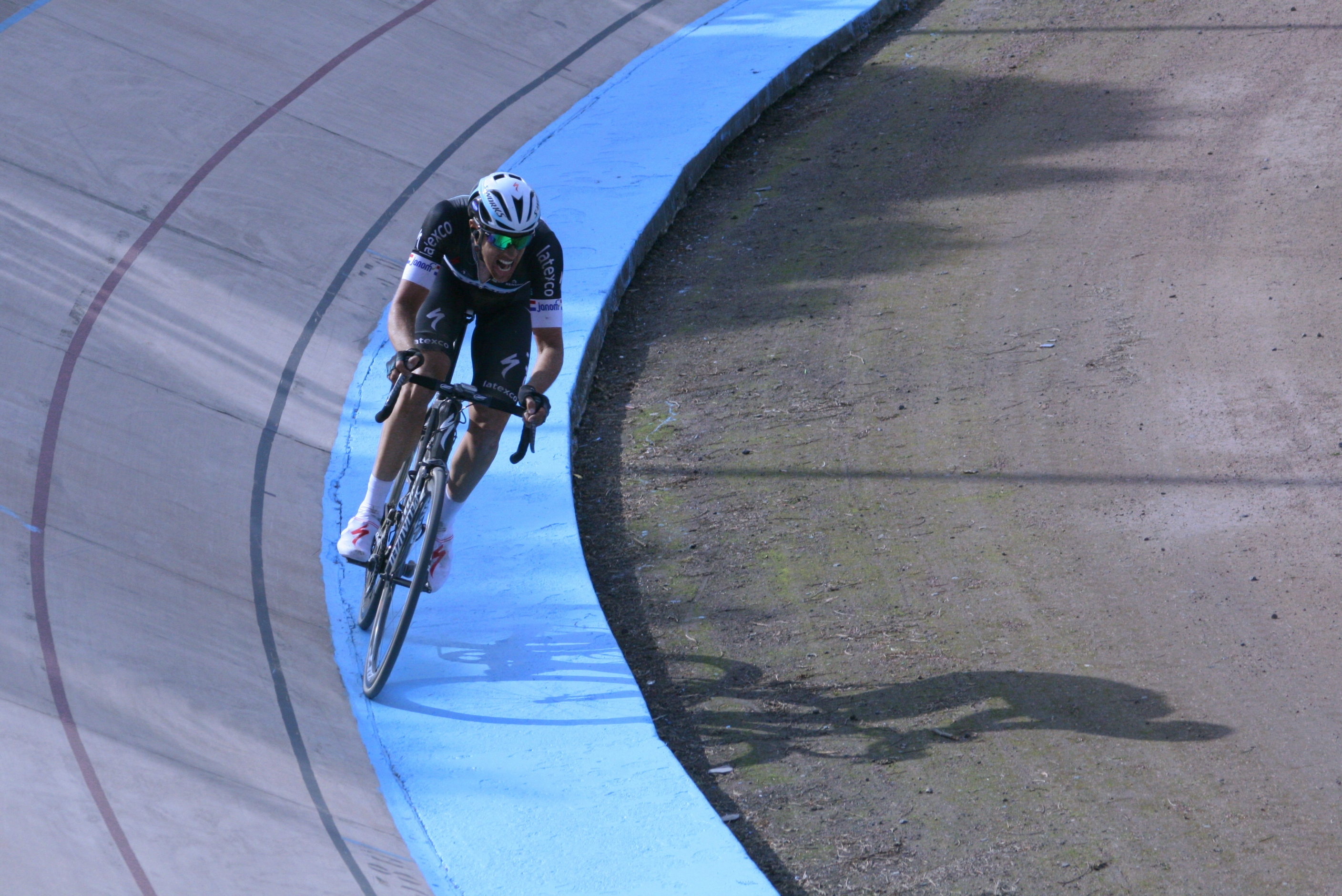
Niki Terpstra auf den letzten Metern im Vélodrome

Das Eintagesrennen Paris–Roubaix 2014 war die 112. Austragung des Radsportklassikers und fand am Sonntag, den 13. April 2014, statt. Das Rennen war Teil der UCI WorldTour.
Das Rennen führte von Compiègne, rund 80 Kilometer nördlich von Paris, nach Roubaix, wo es im  Vélodrome André-Pétrieux endete. Die gesamte Strecke war 257 Kilometer lang und führte über 28 Pavé-Sektoren mit einer Länge von 51,1 Kilometern. Der Sieger Niki Terpstra absolvierte das Rennen mit einer Durchschnittsgeschwindigkeit von 41,787 km/h.
Es war trocken und staubig. 60 Kilometer vor dem Ziel arbeitete sich Tom Boonen nach vorne zu einer Ausreißergruppe, in der sich unter anderen Geraint Thomas befand. Rund 36 Kilometer später löste sich Boonen aus dieser Gruppe heraus, Peter Sagan und Fabian Cancellara versuchten ihm zu folgen, doch Cancellara gelang es nicht, aus dem Peloton herauszufahren. 20 Kilometer vor dem Ziel wurde die Ausreißergruppe von der Gruppe um Cancellara geschluckt, während sich Sagan leicht nach vorne abgesetzt hatte. An der Carrefour de l’Arbre fuhr Sagan weiter vorneweg, während ihm eine kleine Gruppe mit John Degenkolb und Bradley Wiggins Sekunden später folgte, bis er schließlich von Cancellara, Sep Vanmarcke und Degenkolb eingeholt wurde, 15 Sekunden dahinter fuhren Wiggins, Boonen, Terpstra und Geraint Thomas. Neun Kilometer vor dem Ziel schloss auch Boonen zu dieser Gruppe auf. Sechs Kilometer vor Roubaix gelang es Terpstra, sich  abzusetzen und schnell einen Vorsprung herauszufahren. Da die Verfolger sich nicht einigen konnten, konnte er diesen Vorsprung bis ins Ziel bringen und gewinnen. Mit Peter Sagan platzierte sich der erste Slowake unter den ersten zehn bei Paris–Roubaix.